# Klaas Jan Mulder
Klaas Jan Mulder (Boven-Hardinxveld, 21 mei 1930 – Kampen, 1 november 2008) was een Nederlands organist, pianist en dirigent.

## Achtergrond
Afkomstig uit een muzikale familie – hij was de oudste uit een gezin met twaalf kinderen – voelde Mulder zich van jongs af aan tot de muziek aangetrokken. Aan de Zwolse Muziekschool kreeg hij orgel- en pianoles en tijdens de kerkdiensten van zijn vader, ds. Jan Oebele Mulder (1903-2002), een Nederlands-gereformeerd predikant in Hattem en Kampen, verzorgde de jonge Mulder vanaf zijn veertiende jaar het orgelspel.

## Opleiding
Zijn eerste concert gaf Mulder met de cellist van het Concertgebouworkest Samuel Brill. Na de muziekschool studeerde hij aan het Conservatorium van Amsterdam. Enkele oudere dames schonken hem een vleugel. Aan het Amsterdams Conservatorium studeerde hij als hoofdvak Piano bij Jan Odé en als bijvak Orgel onder leiding van Jacob Bijster. Mulder slaagde als pianist – met het vijfde pianoconcert van Ludwig van Beethoven – cum laude en kreeg daarbij een aantekening voor zijn virtuositeit. Om een studiebeurs voor een extra studie in het buitenland te halen, speelde hij een vergelijkend examen van het ministerie van Onderwijs, Kunsten en Wetenschappen in Utrecht. Het programma bestond uit de Variaties en Fuga op een thema van Händel Op. 24 van Johannes Brahms, de Mephisto Waltz van Franz Liszt en de 32 variaties in c klein, WoO 80, van Ludwig van Beethoven. Mulder koos voor Eduardo del Pueyo aan het Koninklijk Conservatorium te Brussel. Hij vervolgde zijn dirigentenopleiding bij Piet Ketting (Orkestdirectie) en Dean Dixon.

## Koordirigent
Na zijn muziekstudie lag een carrière als internationaal concertpianist op hem te wachten, maar vanwege zijn gereformeerde achtergrond lag concerten geven op zondag moeilijk. Mulder belandde in de koor- en orgelwereld en werd spoedig een veelgevraagd concertorganist. Zijn koren dirigeerde hij vaak vanachter de piano of vleugel.

### Christelijk mannenkoor 'Door Eendracht Verbonden'
Meer dan 48 jaar, vanaf 1960 tot 2008, was Mulder dirigent van het Kamper mannenkoor Door Eendracht Verbonden (DEV). De kerstconcerten van DEV op de tweede kerstdag in de Bovenkerk van Kampen werd een jarenlange traditie. Speciaal voor zijn koren schreef Mulder arrangementen van bekende klassieke melodieën, operettes, delen uit The Sound of Music, negrospirituals, liederen uit de bundel van Joh. de Heer en Geneefse psalmen. Ook door andere koren worden deze bewerkingen gezongen. Er zijn in de loop van de jaren vanaf begin jaren zestig tientallen opnamen gemaakt van het koor.

### Christelijk mannenkoor 'De Lofzang'
Mulder was als dirigent 37 jaar, van 1963 tot 2001, actief met het Heerder mannenkoor 'De Lofzang'. In die jaren werden concerten in en buiten Heerde gegeven, waarbij diverse solisten hun medewerking verleenden, zoals Willy Caron, Marco Bakker, Feike Asma, de gebroeders Brouwer, Louis van Dijk, Clara de Vries, Margaret Roest, het Arpeggio-trio en diverse begeleidingsorkesten. Hoogtepunten uit het bestaan van het koor waren de twee concertreizen in 1984 en 1988 naar Amerika en Canada. In 1993 werd meegewerkt aan een galaconcert in het Concertgebouw te Amsterdam, waarin Mulder als dirigent, organist en pianist centraal stond. In december 1995 maakte het koor een concertreis naar Wenen, waar enkele adventsconcerten werden gegeven.
In de loop van het jaar 2000 gaf Mulder aan te willen stoppen met zijn dirigentschap in Heerde. Er werd toen een tweetal afscheidsconcerten in de Sint-Joriskerk te Amersfoort en in de Laurenskerk te Rotterdam georganiseerd en een groot afscheidsconcert in Heerde. Een selectie uit de concerten in Amersfoort en Rotterdam is op cd gezet. Deze kreeg als titel mee: Alzo lief heeft God de wereld gehad.
Op 13 maart 2001 nam Mulder tijdens een galaconcert in het Concertgebouw in Amsterdam definitief afscheid van 'De Lofzang'.

### Christelijke oratoriumvereniging 'Immanuel'
Als dirigent was Mulder 31 jaar werkzaam voor de christelijke oratoriumvereniging 'Immanuel' uit Kampen. Immanuel geeft elk jaar een voorjaarsconcert in de Bovenkerk te Kampen. Mulder voerde bekende en minder bekende werken van vele componisten uit: het Requiem van Fauré, de Elias en Paulus van Mendelssohn en de Koorfantasie van Ludwig van Beethoven, met Mulder als pianosolist. Onder Mulder concerteerde Immanuel tweemaal (1993 en 2001) in het Concertgebouw te Amsterdam.

### Christelijk mannenkoor 'Sursum Corda'
Gedurende enige jaren was Mulder tevens dirigent van 'Sursum Corda'. Door zijn inbreng kreeg geestelijke muziek weer een belangrijke plaats in het repertoire van het koor.

## Organist
Mulder was kerkorganist in de Nederlands Gereformeerde Kerk te Kampen. Als concertorganist gaf Mulder gemiddeld 200 concerten per jaar - in Nederland, Frankrijk, Canada, de Verenigde Staten tot Zuid-Korea - en maakte hij vele plaat- en cd-opnamen.
Mulders orgelconcertprogramma's hadden een vast concept. Mulder begon met een ‘inleidend koraalspel’ en hij eindigde met een ‘koraalfinale’ van eigen hand. Daartussen klonken grote en kleine werken uit de orgelliteratuur. Met dit programmaconcept stond Mulder in de traditie van de orgelschool van Jan Zwart en Feike Asma. Die gewoonte om te beginnen met een inleidend koraalspel had Mulder overgenomen van Mendelssohn. Het improviseren aan het slot had hij van Piet van Egmond. Zijn orgelpubliek, dat aanvankelijk op het openings- en slotnummer van concerten afkwam, kreeg gaandeweg oog en oor voor de schoonheid van de orgelcomposities van Jehan Alain, Hendrik Andriessen (Toccata), Johann Sebastian Bach, Marcel Dupré (Evocation-Final), César Franck (Fantasien, Final, Chorals), Alexandre Guilmant (Sonaten), Frans Liszt (Ad Nos), Felix Mendelssohn-Bartholdy (Sonaten, Preludes en Fuga's) Olivier Messiaen, Max Reger (Fantasien, Toccata), Julius Reubke (Psalm 94), Joseph Rheinberger (Sonaten), Louis Vierne (Final) en Charles-Marie Widor (Symfonieën).
Mulder maakte zijn eigen orgeltranscripties van bekende composities: de Enigmavariaties, op. 36, van Edward Elgar, het largo uit de 9e Symfonie From the New World (op. 95) van Antonín Dvořák, maar ook diverse werken van Edward Grieg. Van zijn vele improvisaties op het orgel werd met name Ruwe stormen mogen woeden zeer populair (als improvisatie op een plaat opgenomen in de Martinikerk van Bolsward). Hoewel Mulder zelf weleens moe werd van de verzoeken voor dingen die hij vroeger had gespeeld: "Dan gaat het spontane er wel een beetje af". Mulder speelde van 1981 tot 2007 het traditionele Nieuwjaarsconcert in de Grote of Sint-Laurenskerk (Rotterdam). Dit nieuwjaarsconcert wordt thans in ere gehouden door middel van een afwisselend programma, met een knipoog en tegelijkertijd als een memoriam aan Mulder.
Door zijn manier van registreren en toucher heeft Mulder een geheel eigen stijl weten te ontwikkelen. Dit komt misschien ook doordat zijn hart in eerste instantie bij de piano lag; qua techniek is deze invloed zeker merkbaar geweest.

## KaJeM
Mulder trok in de jaren tachtig met de formatie KAJEM - een samenwerkingsproject met popmusicus Ton Scherpenzeel - door Nederland. Bekende klassieke muziekstukken werden omgevormd tot moderne ritmische arrangementen voor orgel, slagwerk, basgitaar en synthesizer. Felle verlichting in diverse kleuren vormde het decor. Mulder zelf zag het project vooral als een muzikale grap en een zijpad. KAJEM werd bij de gereformeerde liefhebbers van het geestelijke lied in eerste instantie niet erg gewaardeerd, maar dit deed uiteindelijk niets af aan zijn populariteit voor deze kring. KAJEM werd diverse malen uitgezonden via de Evangelische Omroep. Er verschenen zes albums van KAJEM.

## Mulderschool
Mulder gaf slechts enkele leerlingen privé orgel- of pianolessen.

## Godsdienstige ontwikkeling
Afkomstig uit de Gereformeerde Kerken in Nederland werd het gezin Mulder na de Vrijmaking in 1944 lid van de Gereformeerde Kerken vrijgemaakt. Mulder sloot zich na 1967 bij de Nederlands Gereformeerde Kerken aan. Later begon hij minder belang te hechten aan dogmatische leerstellingen, maar hij bleef het christelijk geloof wel trouw.

## Onderscheidingen
- 1990: Médaille d'Argent (zilveren onderscheiding) van de Société Académique d'Éducation et d'Encouragement Couronnée par l'Académie française Arts, Sciences et Lettres, voor zijn betekenis voor de orgelcultuur in Frankrijk[2]
- 1991: Ridder in de Orde van Oranje-Nassau
- 1994: Bij zijn zilveren jubileum als dirigent van Immanuel werd aan Mulder de Gouden Erepenning van de stad Kampen uitgereikt.
- Twee gouden platen en een platina plaat
- 2005: Médaille Vermeil (verguld zilveren onderscheiding) van de Société Académique d'Éducation et d'Encouragement Couronnée par l'Académie française Arts, Sciences et Lettres[2]

### Boek
- In het jaar 2000 verscheen Wat harmonie vermag: Herinneringen en felicitaties bij de 70e verjaardag van Mulder, uitgegeven door Uitgeverij De Banier in Utrecht. ISBN 90 336 26977. Het boek is geschreven door Jan Smit. Smit deed meer dan dertig jaar het secretariaat van Mulder.

## Vaste registrant
Mevrouw Agheeth Zaanen was een van de vaste registranten van Mulder sinds half jaren 80. Voor die tijd was het Jan Smit uit Nunspeet (tegenwoordig Bodegraven). Smit was de pr-man van Mulder tijdens zijn muzikale leven.

## Trivia
- Prins Bernhard kende ook Mulders populaire improvisatie "Ruwe stormen mogen woeden". Bernhard hoorde deze improvisatie live vanuit de Rotterdamse Laurenskerk in 1977. Ook speelde Mulder toen Finlandia van Sibelius. Korte tijd later werd hij uitgenodigd voor een bezoek aan Paleis Soestdijk. Dit is geboekstaafd in het boek: Wat harmonie vermag, geschreven door Jan Smit.

- Library of Congress Control Number: no2004068526
- MusicBrainz: 615e7755-e4ec-45e9-a257-dae8fe70118d
- Nederlandse Thesaurus van Auteursnamen: 09992000X
- Virtual International Authority File: 287334111
- WorldCat: E39PBJcccF4JfgrHJcDyRdxJjC